# 後藤春美
後藤 春美（ごとう はるみ、1960年 - ）は、日本の歴史学者、東京大学大学院総合文化研究科アメリカ太平洋地域研究センター教授。専門は日英関係史・イギリス帝国史。

## 略歴
東京都生まれ。1993年東京大学大学院総合文化研究科国際関係論専攻博士課程単位取得満期退学。1994年オックスフォード大学セント・アントニーズ校大学院博士課程修了、D.Phil.（近現代史）。
千葉大学国際教育センター助教授・准教授（1996-2008年）、明治大学国際日本学部教授（2008-2009年）を経て、2009年より現職。

## 著書

### 単著
- Japan and Britain in Shanghai, 1925-31, (Macmillan, 1995).
- 『アヘンとイギリス帝国――国際規制の高まり 1906-43年』（山川出版社, 2005年）
- 『上海をめぐる日英関係 1925-1932年――日英同盟後の協調と対抗』（東京大学出版会, 2006年）

### 共編著
- （服部龍二・土田哲夫）『戦間期の東アジア国際政治』（中央大学出版部, 2007年）
- （木畑洋一）『帝国の長い影――20世紀国際秩序の変容』（ミネルヴァ書房, 2010年）